# Свети Николай (Едирнеджик)
„Свети Николай“ (на гръцки: Άγιος Νικόλαος) е възрожденска църква в македонската паланка Едирнеджик (Адриани), Гърция, част от Драмската епархия.
Църквата е построена от камък в 1884 година на мястото на по-стар полувкопан храм. Плоча вградена над вратата на нартекса информира за годината на построяване, владиката – Герман Драмски, и архитекта – Дукас Лазаролитис. Средствата за изграждането на храма са събрани от християните от района. В архитектурно отношение храмът е класическата за епохата трикорабна базилика с нартекс и женска църква. В началото на XX век са пристроени и две камбанарии на ъглите на нартекса.
Ктиторският надпис над западния вход гласи:
| „ | ΩΚΟΔΟΜΗΘΗ Ο ΘΕΙΟΣ ΟΥΤΟΣ ΚΑΙ ΙΕΡΩΤΑ ΤΟΣ ΝΑΟΣ ΤΟΥ ΑΓΙΟΥ ΝΙΚΟΛΑΟΥ ΑΡΧΙΕΡΑΤΕΥΟΝΤΟΣ ΓΕΡΜΑΝΟΥ ΜΙΧΑΗΑΙΔΟΥ ΔΙΑ ΣΥΝΔΡΟΜΗΣ ΤΩΝ ΚΑΤΟΙΚΩΝ ΚΑΙ ΤΩΝ ΠΕΡΙΞ ΥΠΟ ΤΟΥ ΑΡΧΙΤΕΚΤΟΝΟΣ ΝΕΣΤΟΡΙΟY ΛΑΖAΡΟΠΟΛΙΤΟΥ 24 ΑΩΠΔ. ΕΔΡΕΝΕΤΖΙΚ 20 ΦΕΒΡΟΥΑΡΙΟΥ 1884. | “ |